# Prêmio TIM de Música de 2003
O Prêmio TIM de Música de 2003 foi a 14ª edição do Prêmio da Música Brasileira. A cerimônia de entrega da premiação foi realizada em 23 de julho, no Theatro Municipal do Rio de Janeiro.
A premiação foi a mesma do Prêmio Caras do ano anterior: 35 troféus divididos em seis categorias principais (pop/rock, MPB, samba, popular, regional, instrumental), além dos prêmios técnicos e para projetos especiais. Os premiados e indicados foram escolhidos por membros do conselho curador do Prêmio Tim e por um corpo de jurados.
O grupo de conselheiros era formado por músicos (Gilberto Gil, João Bosco, Paulo Moura e Rita Lee), jornalistas (Antonio Carlos Miguel e Zuza Homem de Mello) e o criador do prêmio José Maurício Machline. O corpo de jurados era integrado por Antonio Adolfo, Branco Mello, Cris Braun, Fátima Guedes, João de Aquino, Leila Pinheiro, Lenine, Mauro Dias, Mauro Ferreira, Memê, Peninha, Roberta Miranda, Ronaldo de Souza, Sacha Amback, Sérgio Cabral, Silvia Araújo, Tárik de Souza, Wanderléa e Zeca Baleiro.
O homenageado desta edição foi Ary Barroso.

## Categorias

### Canção Popular
| Categoria      | Vencedor                  | Indicados                                                   |
| -------------- | ------------------------- | ----------------------------------------------------------- |
| Melhor Álbum   | Jamelão — Cada Vez Melhor | - Fábio Júnior — Acústico - Roberto Carlos — Roberto Carlos |
| Melhor Cantor  | Roberto Carlos            | - Altay Veloso - Jamelão                                    |
| Melhor Cantora | Deborah Blando            | - Luiza Possi - Roberta Miranda                             |
| Melhor Grupo   | Communion                 | - Jammil e Uma Noites - LS Jack                             |
| Melhor Dupla   | Chitãozinho & Xororó      | - Claudinho & Buchecha - Zezé di Camargo & Luciano          |

### Especiais
| Categoria                          | Vencedor                                                       | Indicados                                                                                   |
| ---------------------------------- | -------------------------------------------------------------- | ------------------------------------------------------------------------------------------- |
| Melhor Álbum em Língua Estrangeira | Gilberto Gil — Kaya N'Gan Daya                                 | - Jerry Adriani — O Som do Barzinho 11 - Italiano - Sepultura — Revolusongs                 |
| Melhor Álbum Infantil              | José Mauro Brant — Contos, Cantos e Acalantos                  | - Eliana — É Dez - Toquinho e Projeto Guri — Herdeiros do Futuro                            |
| Melhor Álbum Eletrônico            | Vários artistas — Suba: Tributo                                | - DJ Dolores e Orchestra Santa Massa — Contraditório? - DJ Zé Pedro — Música pra Dançar     |
| Melhor Álbum Erudito               | Orquestra de Câmara Solistas de Londrina — Imagens Brasileiras | - Nelson Freire — Chopin: Sonata nº 3 Études op.25 - João Carlos Assis Brasil — Villa-Lobos |
| Melhor Álbum Projeto Especial      | Vários artistas — Songbook Braguinha                           | - Luiz Eça — Reencontro - Raphael Rabello e convidados — Mestre Capiba                      |
| Melhor Álbum de Trilha Sonora      | Cidade de Deus                                                 | - Abril Despedaçado - Avassaladoras                                                         |

### Regionais
| Categoria      | Vencedor                            | Indicados                                                                           |
| -------------- | ----------------------------------- | ----------------------------------------------------------------------------------- |
| Melhor Álbum   | Dominguinhos — Chegando de Mansinho | - Alceu Valença — De Janeiro a Janeiro - Pena Branca — Pena Branca canta Xavantinho |
| Melhor Cantor  | Alceu Valença                       | - Dominguinhos - Pena Branca                                                        |
| Melhor Cantora | Elba Ramalho                        |                                                                                     |
| Melhor Grupo   | Cordel do Fogo Encantado            | - Forroçacana - Timbalada                                                           |
| Melhor Dupla   | Zé Mulato & Cassiano                | - Mococa & Paraíso - João Mulato & Douradinho                                       |

### Pop/Rock
| Categoria      | Vencedor                  | Indicados                                                            |
| -------------- | ------------------------- | -------------------------------------------------------------------- |
| Melhor Álbum   | Kid Abelha — Acústico MTV | - Lenine — Falange Canibal - Os Paralamas do Sucesso — Longo Caminho |
| Melhor Cantor  | Luiz Melodia              | - Lenine - Lulu Santos                                               |
| Melhor Cantora | Cássia Eller              | - Sandra de Sá - Zélia Duncan                                        |
| Melhor Grupo   | Nação Zumbi               | - Kid Abelha - Os Paralamas do Sucesso                               |

### MPB
| Categoria      | Vencedor                  | Indicados                                                                |
| -------------- | ------------------------- | ------------------------------------------------------------------------ |
| Melhor Álbum   | Milton Nascimento — Pietà | - Maria Bethânia — Maricotinha - Ao Vivo - Nana Caymmi — O Mar e o Tempo |
| Melhor Cantor  | Milton Nascimento         | - João Bosco - Renato Braz                                               |
| Melhor Cantora | Nana Caymmi               | - Elza Soares - Maria Bethânia                                           |
| Melhor Grupo   | Tribalistas               | - Os Cariocas - Tom da Terra                                             |

### Samba
| Categoria      | Vencedor                               | Indicados                                                                       |
| -------------- | -------------------------------------- | ------------------------------------------------------------------------------- |
| Melhor Álbum   | Zeca Pagodinho — Deixa a Vida Me Levar | - Fundo de Quintal — Ao Vivo no Cacique de Ramos - Mart'nália — Pé do meu Samba |
| Melhor Cantor  | Zeca Pagodinho                         | - Jair Rodrigues - Roberto Silva                                                |
| Melhor Cantora | Alcione                                | - Mart'nália - Teresa Cristina                                                  |
| Melhor Grupo   | Fundo de Quintal                       | - Da Melhor Qualidade - Grupo Revelação                                         |

### Instrumental
| Categoria      | Vencedor                                     | Indicados                                                                             |
| -------------- | -------------------------------------------- | ------------------------------------------------------------------------------------- |
| Melhor Álbum   | César Camargo Mariano e Romero Lubambo — Duo | - Nó em Pingo D'Água e Cristovão Bastos — Domingo na Geral - Paulo Moura — K-Ximblues |
| Melhor Solista | Paulo Moura, pelo álbum K-Ximblues           | - César Camargo Mariano, pelo álbum Duo - Romero Lubambo, pelo álbum Duo              |
| Melhor Grupo   | Hermeto Pascoal & Grupo                      | - Água de Moringa - Nó em Pingo D'Água e Cristovão Bastos                             |

### Outros
| Categoria             | Vencedor                                                                                | Indicados |
| --------------------- | --------------------------------------------------------------------------------------- | --- |
| Melhor Canção         | Zeca Pagodinho — Deixa a Vida Me Levar (Serginho Meriti/Eri do Cais)                    | - João Bosco — Terreiro de Jesus (João Bosco/Edil Pacheco/Francisco Bosco) - Milton Nascimento — Quem Sabe Isso quer Dizer Amor (Lô Borges/Márcio Borges) |
| Revelação             | Teresa Cristina                                                                         | - Joatan Nascimento - Tira Poeira |
| Melhor Projeto Visual | Visualitá Criação, por Imagens Brasileiras, de Orquestra de Câmara Solistas de Londrina | - Arthur Fróes, por Maricotinha - Ao Vivo, de Maria Bethânia - Gringo Cardia, por Do Cóccix até o Pescoço, de Elza Soares                                 |
| Melhor Arranjador     | Hermeto Pascoal, por Mundo Verde Esperança, de Hermeto Pascoal                          | - Eumir Deodato, por Pietá, de Milton Nascimento - Wagner Tiso, por Memorial, de Wagner Tiso e Zé Renato                                                  |